# Рубаненко Борис Рафаїлович
Борис Рафаїлович Рубане́нко (рос. Борис Рафаилович Рубаненко; нар. 29 серпня 1910, Самара — пом. 5 травня 1985, Москва) — російський радянський архітектор, доктор архітектури з 1967 року, професор з 1970 року, член-кореспондент, дійсний член Академії архітектури СРСР (у 1943—1955 роках), Академії будівництва і архітектури СРСР (у 1956—1963 роках), дійсний член Академії мистецтв СРСР з 1979 року.

## Біографія
Народився 16 [29] серпня 1910 року в місті Самарі (тепер Росія). У 1927—1931 роках навчався в Ленінградському інституті цивільних інженерів (викладачі О. С. Нікольський, А. А. Оля); у 1932—1934 роках — в Ленінградському інституті живопису, скульптури та архітектури (викладачі В. Г. Гельфрейх, В. О. Щуко, А. Є. Білогруд, С. С. Серафімов).
По закінченню навчання працював в Ленінграді. Член ВКП(б) з 1939 року. У 1939—1941 роках викладав в Ленінградському інституті цивільних інженерів. У 1941—1942 роках керував маскуванням і відновленням будинків в обложеному Ленінграді. З 1943 року жив в Москві. У 1943—1944 роках — заступник голови Комітету у справах архітектури при РНК СРСР. У 1949—1950 роках — начальник Управління житлових і громадських будівель Міністерства міського будівництва СРСР. У 1950—1955 роках — член Державного комітету Ради Міністрів СРСР у справах будівництва. З 1954 року викладав у Московському архітектурному інституті. З 1957 року — директор Центрального науково-дослідного і проектного інституту типового та експериментального проектування житла.
Помер в Москві 5 травня 1985 року.

## Роботи

### Проекти і споруди
- Ленінграді:
  - житловий комплекс заводу «Електросила» (разом з Г. О. Симоновим, 1930—1934);
  - планування і забудова житлового кварталу на Щеміловці (1931);
  - будинки на вулиці Стачки (1931—1936);
  - комплекс «будинків фахівців» на Лісовому проспекті (1932—1937);
  - житловий район на Малій Охті (1936—1941);
  - школа на Невському проспекті (1939);
  - забудова набережної Неви на Малій Охті (разом з Симоновим і О. І. Гур'євим, 1936—1940);
  - житловий комплекс на Московському проспекті (разим з Симоновим і В. С. Васильковським, 1939—1941);
- будинок Уряду Казахстану в Алма-Аті (разом з Симоновим, 1930-ті);
- ансамбль Привокзальної площі в Мінську (разом з Л. Г. Голубовським і А. Р. Корабельниковим, 1947—1955);
- забудова житлового району Тропарьово в Москві (разом з Л. К. Дюбеком, Г. П. Бадановим, О. М. Бєлоконем, А. Б. Самсоновим та іншими, 1961—1964);
- спорудження житлових будинків в містах Ташкенті і Алма-Аті (кінець 1960-х);
- забудова нових житлових районів Тольятті (1967—1972), а також планування і забудова Тольятті (1967—1980);
- генеральний план і забудова Набережних Челнів (1969—1980);
- санаторій «Сосновий гай» в селищі Місхор (1970);
- лівобережний район Ульяновська (1976—1980, у співавторстві).

#### Конкурсні проекти в складі авторських колективів
- будинки-комуни в Ленінграді (1929—1930);
- будинок Червоної армії і Флоту в  Кронштадті (1931—1936);
- реконструкція Радянського проспекту в Ленінграді (1941—1944);
- палац Рад в м Москві (1957—1960);
- Міжнародна виставка в Москві (1961—1964, 1967);
- конкурсний проект павільйону СРСР на Міжнародній виставці в Осаці (1968);
- будинок культури і науки в м Улан-Баторі (разом з Бєлоконем, О. С. Образцовим, А. В. Поповим, 1978);
- забудова експериментального житлового комплексу «Мещерської озеро» в Горькому (1976—1981);
- проект ансамблю пам'ятника Перемоги і музею Великої Вітчизняної війни 1941-1945 років (разом з Голубовським, А. Т. Полянським, скульпторами М. В. Томським, О. С. Кірюхіним, Ю. Л. Черновим)[1].

### Публікації
- «Развитие жилищного строительства в СССР» (Москва, 1957);
- «Рациональные типы жилых домов, пути снижения стоимости жилищного строительства и улучшения его качества» (Москва, 1957);
- «О мерах по обеспечению дальнейшего развития жилищного и культурно-бытового строительства в СССР» (Москва, 1958);
- «Архитектурно-планировочные решения домов в современном строительстве» Текст лекций. (Москва, 1960);
- «Исследование и разработка проблемных вопросов архитектуры и типизации массового жилищного строительства в СССР» Доклад на соискание степени доктора архитектуры. (Москва, 1965);
- «Крупнопанельное строительство в странах Западной Европы» (Москва, 1966, у співавторстві);
- «Направление развития жилищного строительства в СССР» (Москва, 1969, у співавторстві);
- «Новый Тольятти» (Москва, 1971, у співавторстві з М. К. Савельєвим);
- «Прогнозы развития форм и типов жилища на перспективный период» (Москва, 1972);
- «Перспективы развития жилища в СССР» (Москва, 1975, 1981, у співавторстві);
- «Экспериментальные жилые комплексы в СССР и ГДР» (Москва, Берлін, 1976);
- «Архитектурно-художественные вопросы индустриального домостроения» (Москва, 1977);
- «Жилая ячейка в будущем» (Москва, 1982, у співавторстві з К. К. Карташовою, Д. Г. Тонським);
- «Эстетика массового индустриального жилища» (Москва, 1984).

## Відзнаки
Почесні звання
- Заслужений архітектор РРФСР з 1969 року[1];
- Заслужений архітектор Казахської РСР з 1970 року[1];
- Народний архітектор СРСР з 1980 року.

Ордена
- орден Леніна (за роботу в Набережних Челнах[2]);
- орден Жовтневої Революції;
- орден Трудового Червоного Прапора.

Премії
- Премія Ради Міністрів СРСР за 1971 рік[1];
- Державна премія СРСР за 1973 рік (за проект нової частини Тольятті).